# Винтра, Лукас
Лука́с Ви́нтра (Лу́каш Вы́дра) (греч. Λουκάς Βύντρα, чеш. Lukáš Vydra; 5 февраля 1981, Место-Альбрехтице, Чехословацкая ССР) — греческий футболист, защитник, наиболее известен по выступлениям за «Панатинаикос» и национальную сборную Греции.
Участник Олимпийских игр 2004 года, где отметился автоголом в матче с Южной Кореей.

## Клубная карьера
Лукас Винтра имеет чешские корни: отец — чех, но мать — гречанка. Лукас Винтра начал футбольную карьеру в 1998 году в составе любительского греческого клуба «Альмопос Аридея». В 1999 году перешёл в профессиональный клуб «Панилиакос» из города Пиргос, Пелопоннес, за который провёл 63 матча, забив три мяча. Однако в 2000 году футболист до конца сезона на правах аренды перешёл в клуб «Верия», Иматия. В начале нового сезона 2001/02 «Панилиакос» вернул игрока в свой состав.Винтра оставался в основе «Панилиакоса» три года до трансфера в столичный «Панатинаикос», гранд Греческой Суперлиги. В новом клубе он играл справа или в центре обороны. 29 сентября 2004 года он дебютировал в еврокубках, его команда потерпела поражение с минимальным счётом от ПСВ в Лиге чемпионов. В 2007 году футболистом заинтересовались скауты берлинской «Герты», однако «Панатинаикос» не пожелал его отпускать. Свои первые два гола в чемпионате Винтра забил только 8 февраля 2009 года в матче против салоникского ПАОКа. Тренер клуба Хенк Тен Кате так охарактеризовал Винтру: 
Он может играть на позиции опорного полузащитника и правого или левого защитника, он также может играть как центральный защитник, он быстр, он хорош в противоборствах, с хорошей техникой для защитника, он хорош в тактическом плане. Что ещё тренер может требовать от него? Он силён морально, потому что он играет много лет при непрерывной несправедливой критике.
В начале 2013 года Винтра подвергся критике со стороны болельщиков и начал выпадать из стартового состава, в итоге он попросил своего менеджера подыскать ему зарубежную команду. В Грецию сразу же направил своих скаутов бельгийский «Андерлехт». В сезоне 2012/13, однако, в конце концов, футболист подписал контракт на полгода с клубом испанской Ла Лиги «Леванте», его годовая зарплата составила € 450 000. 19 января 2014 года Винтра забил свой первый гол за «Леванте», принеся своей команде ничью 1:1 в игре против «Барселоны», — он забил головой с подачи Андреаса Иваншица. В сезоне 2014/15 неудачные результаты команды в матчах против «Эльче», «Вильярреала» и «Атлетик Бильбао» побудили тренера оставить Винтру на скамейке запасных и отдать предпочтение центральным защитникам Давиду Наварро и Ивану Рамису. Винтра сыграл меньше 30 матчей в сезоне 2014/15, появилась информация, что в следующем сезоне он вернётся в Грецию, так как «Леванте», по всей видимости, не собиралось продлевать его контракт. Источники из Израиля писали, что Винтрой заинтересовался «Хапоэль Тель-Авив».
27 июля 2015 года «Хапоэль» достиг соглашения с «Леванте» относительно Винтры; в конце концов, после прохождения медосмотра он подписал двухлетний контракт с годовой зарплатой в размере € 250 000. В августе 2016 года футболист разорвал свой контракт с клубом, и 29 августа 2016 года после прохождения медосмотра Винтра подписал контракт с кипрской «Омонией» за неназванную сумму. 10 сентября 2016 года он дебютировал за клуб в домашнем матче против «Докса Катокопиас», игра завершилась вничью 1:1. 5 февраля 2017 года Винтра забил первый гол за клуб в ворота «Арис Лимасол», его команда победила со счётом 4:2. Из-за превышения лимита на легионеров перед сезоном 2017/18 клуб попытался расторгнуть контракт с игроком. Однако, по состоянию на конец летнего трансферного окна, соглашение не было достигнуто. Ситуация вызвала недовольство среди болельщиков «Омонии», которые обвиняли игрока в том, что он бездействует, хотя ему платят зарплату по контракту. Тем не менее 28 декабря 2017 года новый тренер клуба Ивайло Петев решил вернуть Винтру в состав первой команды, отменив решение бывшего тренера Памбоса Христодулу.
17 июля 2019 года «Ламия» достигла соглашения с Винтрой, после прохождения медицинского осмотра он подписал годичный контракт за нераскрытую сумму. 6 августа 2020 года он продлил контракт ещё на год.

## Национальная сборная

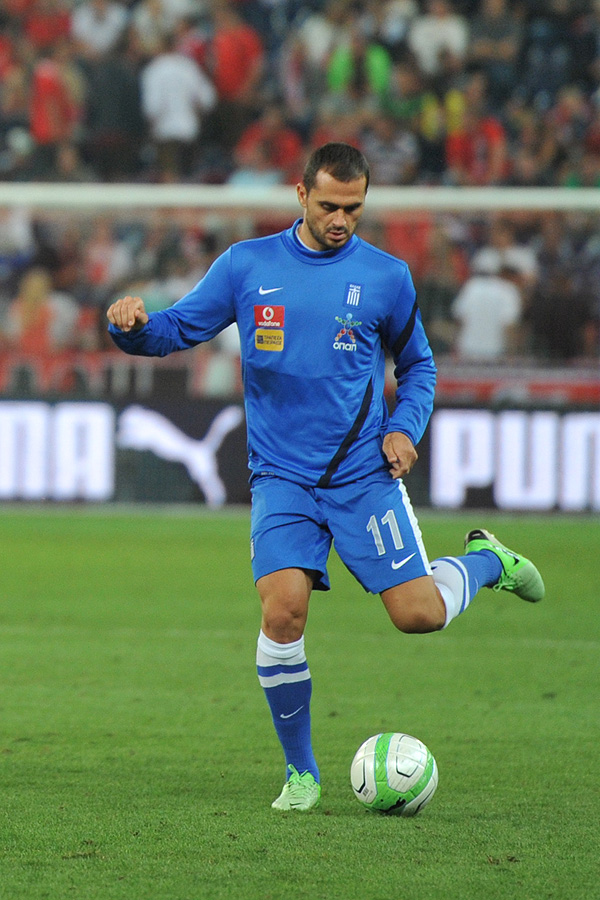
Винтра в составе сборной Греции (14 августа 2013)

За молодёжную сборную Греции Лукас Винтра выступал с 1997 года, сыграв 20 матчей и забив три мяча. В 2004 году участвовал в Олимпийских играх в Афинах, где отметился автоголом в матче с Южной Кореей. Впервые в национальную сборную Греции был вызван тренером Отто Рехагелем в 2005 году. Винтра участвовал в одном отборочном матче к чемпионату мира 2006 года, а также провёл несколько игр в Кубке конфедераций летом 2005 года. В отборочном туре к чемпионату Европы 2008 вызывался только на два матча, но вошёл в заявку на турнир, где сыграл полный матч со сборной Испании. В отборочном раунде чемпионата мира 2010 провёл четыре матча. Участник чемпионата мира 2010 года в ЮАР. Тренер Фернанду Сантуш включил Винтру и в предварительную заявку на чемпионат мира 2014, и в окончательный состав из 23 человек. 23 марта 2015 года из-за травмы защитника «Ромы» Хосе Холебаса Винтра сыграл в матче против сборной Венгрии в квалификации к Евро-2016.

## Достижения
- Чемпион Греции (2): 2003/04, 2009/2010
- Обладатель Кубка Греции (2): 2003/04, 2009/10